# Liste des fleuves du Canada
Le Canada possède à lui seul plusieurs fleuves importants qui sont, de l'ouest vers l'est :
- le fleuve Fraser en Colombie-Britannique.
- le fleuve Columbia en Colombie-Britannique.
- le fleuve Mackenzie dans les Territoires-du-Nord-Ouest

Le Mackenzie est le plus long fleuve canadien avec une longueur de 1 738 km. Son débit est de 10 300 m3 s−1, soit l'équivalent du débit du Saint-Laurent. Il se jette dans la Mer de Beaufort, au nord des Territoires-du-Nord-Ouest.
- le fleuve Nelson au Manitoba
- le fleuve Saint-Laurent : importante voie navigable qui permet une entrée profonde à l'intérieur du continent nord-américain. C'est Jacques Cartier qui l'a « découvert ». Il se trouve dans le sud du Québec et il a permis le peuplement du plus grand foyer canadien dans le sud du Québec et de l'Ontario. Le Saint-Laurent était auparavant une mer nommée mer de Champlain, en l'honneur d'un grand explorateur Français et fondateur de la ville de Québec, Samuel de Champlain, bien que celui-ci ne l'ait pas découvert. Montréal, Laval, Trois-Rivières, Québec, Lévis, Sept-Îles et Rimouski sont des villes québécoises se trouvant sur ses berges ou sur des îles.
- le fleuve Churchill à Terre-Neuve.
- le fleuve Saint-Jean

Le fleuve Saint-Jean se jette dans la Baie de Fundy, au Nouveau-Brunswick.
- Le Capilano (fleuve) est un fleuve qui coule dans le district de Vancouver Nord, du nord vers le sud, depuis sa source dans les North Shore Mountains (contreforts de la Chaîne Côtière) jusqu'à son embouchure dans la baie Burrard en face du parc Stanley de Vancouver en Colombie-Britannique au Canada.